# Corethrella gilva
Corethrella (Corethrella) gilva – gatunek muchówki z rodziny Corethrellidae.
Gatunek ten został opisany w 2012 roku przez Arta Borkenta i Ulmara Grafe, wyłącznie na podstawie samic.
Muchówka o czole z dwoma dużymi szczecinkami między oczami. Czułki ma brązowe, a nadustek i głaszczki ciemnobrązowe. Ciemnobrązowe pleura tułowia kontrastują z w większości jaśniejszymi scutum i scutellum. Na skrzydłach występuje przepaska środkowa i słabo rozwinięta przepaska nasadowa. Przezmianki barwy scutellum. Odnóża są brązowe z jasnymi: wierzchołkowymi częściami środkowych i tylnych ud, nasadowymi połowami środkowych goleni oraz całymi goleniami tylnymi, w przypadku tych ostatnich z wyjątkiem ciemniejszej pigmentacji u wierzchołka. Sześć początkowych segmentów odwłoka ma jasne tergity i jasnobrązowe sternity, a segmenty od siódmego do dziewiątego są całe brązowe.
Owad znany wyłącznie z Brunei na Borneo. Zamieszkuje dojrzałe lasy dwuskrzydlowe porastające zbocza oraz nizinne lasy torfowe. Poławiany na wysokościach od 30 do 110 m n.p.m..